# Conrado Diana
Conrado Diana Costa (Buenos Aires, 13 de marzo de 1919 - Idem; 1 de febrero de 1978)  fue un periodista, director de cine, actor y crítico cinematográfico argentino.

## Carrera
Pionero periodista de los programas chimenteros fue junto a Pipo Mancera, Jaime Jacobson y Lidia Durán uno de los integrantes del popular programa Pantalla gigante transmitido por Radio Splendid. Trabajó activamente en ese ciclo transmitido tanto en radio como en televisión desde 1955 y una duración de ocho años y de gran éxito.
Además fue un miembro activo de la Asociación de Cronistas Cinematográficos de la Argentina.
En cine, y como actor, trabajó en las películas El asalto en 1960 con dirección de Kurt Land con Alberto de Mendoza y Egle Martin; y en la coproducción con Italia en Casi el fin del mundo de 1961, dirigida por Giuseppe Maria Scotese, con Antonio Cifariello y Dominique Wilms.
Como director de cine dirigió en 1962 única película Disloque en Mar del Plata, con guion de Abel Santa Cruz, protagonizada por Délfor Dicásolo, Jorge Porcel, Calígula, Vicente La Russa, Raúl Rossi, y gran elenco.
Falleció tras una larga enfermedad el 01 se febrero de 1978 a los 58 años.

## Filmografía
Como actor: 
- 1961: Casi el fin del mundo.
- 1960: El asalto.

Como director: 
- 1962: Disloque en Mar del Plata